# HD 158895
HD 158895，又名CP-59 7071，SAO 244866、HR 6525，是一颗恒星，视星等为6.28，位于銀經332.31，銀緯-14.42，其B1900.0坐标为赤經17h 26m 39.7s，赤緯-59° -14.42′ 33″。